# Kai Gronauer
Kai Achim Gronauer (* 28. November 1986 in Solingen) ist ein deutscher Baseball-Nationalspieler auf der Catcher-Position. April 2008 wurde er von den New York Mets unter Vertrag genommen. Im September 2014 kam er zurück nach Deutschland und spielte bei den Regensburg Legionären und bekleidete dort gleichzeitig die Position des Hitting-Coaches. 2016 bis 2018 übernahm er die Aufgabe des Cheftrainers der Legionäre.

## Leben

### Ausbildung und die ersten Jahre in Deutschland
Gronauer besuchte die August-Dicke-Schule in Solingen. Seine Karriere begann er bei den Solingen Alligators, wo er auf der Position des Catchers spielte. 2006 gewann er mit den Alligators die Meisterschaft und wurde der jüngste Nationalspieler Deutschlands. Nach der Europameisterschaft in Barcelona wurden mehrere US-amerikanische Mannschaften auf ihn aufmerksam. Im Januar 2008 wollten ihn die Minnesota Twins und die Pittsburgh Pirates verpflichten. Er lehnte jedoch ab, mit der Begründung, er hätte derzeit kein Interesse in die USA zu gehen, sondern wolle eine Ausbildung in Deutschland machen.

### 2008–2010
Als im April 2008 die New York Mets angefragt hatten und einen Scout nach Deutschland schickten, änderte er seine Meinung. Er unterschrieb einen Vertrag über zwei Jahre und spielte ab 2008 in 16 Spielen für die Gulf Coast League Mets in der Gulf Coast League, einer Rookie-Liga innerhalb der Minor Leagues. Mit Beginn der Saison 2009 wurde er zu den Savannah Sand Gnats in der South Atlantic League (Single A) berufen.
Gronauer wurde Anfang 2010 als Non-roster-invitee zur Saisonvorbereitung, dem Spring Training, der New York Mets eingeladen. Dort kam er in der Grapefruit League gegen die Florida Marlins zum Einsatz und hatte einen Hit bei zwei At-Bats. Am 9. März 2010 wurde er vom Major League Camp in das Minor League Camp versetzt und begann die Saison 2010 wieder in Savannah. Am 7. Juni 2010 wurde er mit fünf weiteren Spielern der Sand Gnats in das Allstar-Team der South Atlantic League berufen. Damit ist Gronauer der erste Deutsche, der in einer US-amerikanischen Profiliga im Baseball als All-Star nominiert wurde. Zu Beginn der zweiten Saisonhälfte wurde Gronauer von den Sand Gnats zu den St. Lucie Mets in die Class A Advanced Florida State League transferiert. In seinen ersten Spielen für die Mets zeigte er offensiv starke Leistungen – er schlug an fünfter Stelle der Batting Order – und sicherte sich schnell einen Platz in der Stamm-Neun.

### 2011–2014
Im Jahr 2011 wurde er erneut als Non-roster-invitee zum Spring-Training-Camp der New York Mets berufen. Dort kam er in drei Spielen für die Mets zum Einsatz und schlug dabei einen Home Run, wurde aber schon bei der ersten Verkleinerung des Rosters wie im Vorjahr in das Minor League Camp versetzt. Mit Beginn der Saison wurde er als zweiter Catcher neben Jean Luc Blaquiere im Double-A-Team Binghamton Mets eingesetzt.
Nach überstandener Verletzung im Sommer zeigte er zum Ende der Saison ansteigende Leistungen. Nach Saisonende vertrat Gronauer das deutsche Nationalteam bei der WM in Panama, wo ihn die Mets anschließend auch noch für einige Spiele bei einem lokalen Verein einsetzten, um ihm nach seiner Verletzungspause zusätzlich Spielpraxis zu verschaffen.
Im Frühjahr 2012 ist Gronauer ins STEP Camp der Mets eingeladen worden, wo er sich auf die anstehende Saison vorbereitet.
Im Herbst 2012 nahm Gronauer mit der deutschen Nationalmannschaft an der Europameisterschaft in den Niederlanden teil. Hier wurde er mit dem Homerunaward des Turniers ausgezeichnet. Nach einem vierten Platz bei der EM schaffte es Gronauer mit dem Nationalteam beim Wold Baseball Classic Qualifier in Regensburg ins Entscheidungsspiel um den Startplatz im World Baseball Classic 2013. Dort mussten sie sich jedoch dem Gegner aus Kanada geschlagen geben.
Die Saison 2013 begann Gronauer im Triple-A Team der New York Mets, den Las Vegas 51s. Er ist somit der erste deutsche Baseballer der es auf dieses Level geschafft hat. Der erste Deutsche in der MLB war jedoch Donald Lutz von den Cincinnati Reds.
Im September 2014 beendete Gronauer seine Profilaufbahn in den USA und wechselte als Spieler und Cotrainer zu den Buchbinder Legionären Regensburg in die Baseball-Bundesliga.

### 2016
Am 26. Juni 2016 übernahm Gronauer den Posten des Cheftrainers der Buchbinder Legionäre.

## Zitate
In einem Interview mit Thomas Rademacher sagte Gronauer: „Ich glaube daran, dass ich irgendwann in die Major League kommen kann. Letztendlich möchte ich ja nicht mit dem Vorhaben, Double-A oder Triple-A zu spielen, in die USA gehen.“
“As a catcher, he’s advanced. It’s a pleasure to see him call games, the way he leads pitchers and picks up things to help them out.” Tony Bernazard, NY Mets Head of player development
“He’s a guy that makes contact, doesn’t strike out a lot, has the potential for some power and is going to be an outstanding defensive catcher and leader.”, Lionel Chattelle, Scout NY Mets
“Best Defensive Catcher” Mets System, Baseball America
“The defensive tools are there with enough stick that should carry him to New York.”, Jon Star, Scout.com
Kai Gronauer: “I want to be an ambassador for baseball, especially in Germany.”